# Chlorolius koehleri
Chlorolius koehleri är en groddjursart som först beskrevs av Mertens 1940.  Chlorolius koehleri ingår i släktet Chlorolius och familjen gräsgrodor. IUCN kategoriserar arten globalt som livskraftig. Inga underarter finns listade i Catalogue of Life.